# Германо-датска война
Германо-датската война е военен конфликт за притежанието на Шлезвиг-Холщайн и най-вече на херцогство Шлезвиг. Води се между Германския съюз и Kралство Дания от 1 февруари до 30 октомври 1864 г.

## Причини
След първата война за Шлезвиг и Холщайн, Дания запазва суверенитета върху Шлезвиг, Холщайн и Лауенбург, но се задължава да запази херцогствата като частично независими в границите на държавата. Според Лондонския протокол от 1852 г., Дания не може да присъедини Шлезвиг конституционно, както Холщайн и Лауенбург.
В противоречие с договора, Датската ноемврийска конституция от 1863 г. включва Шлезвиг към Дания. На базата на конфликти за представянето на херцогствата предишната конституция на обединена Дания от 1855 г. за Холщайн и Лауенбург е приета от Германския съюз без противоречия (Холщайн и Лауенбург са членове на Германския съюз). Според конституцията на Германския съюз от 1815 г., за всяка една държава е предназначена конституция и спрямо това датският Холщайн не изпълнява нарежданията на Съюза.
Датският крал Кристиан IX вижда последна възможност в една нова конституция, която може да спаси държавата от общ провал. Конституцията трябвало, в противоречие с лондонския протокол, да важи първоначално само за Дания и Шлезвиг. Вследствие на това Германският съюз обявява нетърпимостта си срещу Холщайн. Пруският министър-председател Ото фон Бисмарк съумява да убеди германския Бундестаг и да издейства подкрепата на Австрийската империя в делата си.
Бисмарк отбягва намесата на чуждестранните сили, докато заради силните протести на националистите първоначално стриктно настоява за спазването на Лондонския протокол и отхвърля всички следващи ходове.

## Развитие
На 16 януари 1864 г. Австрия и Прусия поставят 48-часов ултиматум на Дания за анулиране на Ноемврийската конституция и освобождаване на Шлезвиг от датска страна.
На 1 февруари австрийски и пруски войски, под ръководството на генерал-фелдмаршал Фридрих фон Врангел, прекосяват река Айдер. Според плана на съюзниците, австрийските войски трябвало да нападнат датчаните фронтално, а прусите, като заобиколят водното пространство Шлай, да нападнат датските войски в гръб и да ги затворят за бягство.
На 6 февруари пруската армия най-после прекосява Шлай близо до малкия град Арнис. Датчаните били в очакване на директно нападение, но още нямали по-ясно изградена представа. Виелици и сняг възпрепятстват двете армии. Датският главнокомандващ генерал-лейтенант Кристиан Юлиус Де Меза евакуира хората от изгубените територии и успява да се изплъзне от пруското обкръжение и се премества край град Фленсбург. Загубите в началото на войната за Дания са придружени със значителна паника. Де Меза е подложен на голям натиск и отстъпва върховното командване. Все пак по време на отстъплението главните датски войски са запазени от унищожение. Австрийците, под командването на Лудвиг фон Габленц, се насочват на север от Фленсбург, докато прусите бавно се придвижват от изток през полуостров Зундевит. Датската армия се настанява в град Дюпел, пред портите на регион Зьонерборг.
Под водачеството на 80-годишния фелдмаршал Врангел обединените пруси и австрийци постигат значителни военни успехи. След като напълно са превзели Шлезвиг прусите започват настъпление и към Ютланд. Близо до Дюпел, в северната част на Зьонерборг, на 18 април 1864 г. те удържат важна победа и така завършва първият етап на войната. Тогава се проявяват предимствата на новата пруска военна организация и на пушките с ударник.
Англия подтиква двете страни към подписване на Лондонската конференция на 25 април 1864, която донася временно примирие. Дания няма повече сили да продължи войната. На 12 юли във Виена е подписано примирие, а на 30 октомври – окончателният мир. Според него херцогствата Шлезвиг, Холщайн и Лауленбург преминават от Дания към властта на Австрия и Прусия.

## Резултат от войната
Първоначално Германският съюз и Австрия по право поемат управлението на завзетите области. Според договора от Гащайн от 14 август 1865 г., Прусия получава Херцогство Саксония-Лауенбург и Херцогство Шлезвиг, а Холщайн остава за Австрия. Но през 1866 Прусия завзема Холщайн. Това на практика е и причината за Германската война през същата година между страните съюзнички. Резултатът е победа за Прусия и съюзниците ѝ като през 1867 г. тя анексира Холщайн като обединява трите области в пруската провинция Шлезвиг-Холщайн.
Вследствие на Германо-Датската война се ограничава датската власт за втори път през 19 век като херцогствата вече не са под управлението на Копенхаген. Войната в Европа, подобно на едновременно провеждащата се Американска гражданска война, показва стратегическото значение на железниците в транспорта на пруски войски (например пътят пеша от Берлин би продължил седмици или месеци). Тя е решаваща за създаването на Германската национална държава (1871).